# Saint-Stanislas (cargo)
Pour les articles homonymes, voir Saint-Stanislas.
Le Saint-Stanislas (cargo) est un cargo polyvalent à vapeur (équipé d'un portique et de deux mâts) construit en 1922-1923 qui eut la particularité de porter 10 noms différents au cours de sa carrière. 

## Sa construction
Le Saint-Stanislas est construit en 1922-1923 par le chantier anglais "William Gray & Co", situé à West Hartlepool pour le compte de la compagnie française "SNO" ("Société navale de l'Ouest"). C'est un cargo de 110 mètres de long, faisant 4 700 tonnes de jauge brute. Il est lancé le 2 février 1923.

## Ses 10 noms successifs
- Saint-Stanislas (lors de sa mise en chantier) ;
- Bardistan (à la suite de sa vente, avant même son lancement, à la compagnie anglaise "Strick Line" ; il fréquente sous ce nom les eaux du Golfe Persique ;
- Saint-Roch (revendu en 1928 à la compagnie française "Compagnie navale de l'Océanie" qui lui donne ce nom ;
- Recherche (nom attribué en 1930 lors de sa revente aux Messageries maritimes, qui fait transformer le bateau à Bordeaux en cargo mixte afin de lui permettre de transporter quelques dizaines de passagers ; on installe aussi à bord deux machines frigorifiques et un second portique ; le bateau est affecté à la ligne Dunkerque - Nouvelle-Calédonie via le canal de Panama. Mais il est désarmé temporairement à la suite de la crise économique de 1929 ;
- Capo-Olmo à partir de 1935 (la compagnie italienne "Genovese" qui l'achète alors lui donne le nom de ce cap italien. En juin 1940 ce cargo, alors en escale à Marseille avec un chargement de bauxite, est saisi par le gouvernement français en raison de la déclaration de guerre de l'Italie ; confié en gérance à la compagnie "Worms", il est dérouté par son équipage français, alors qu'il se rend à Oran, sur Gibraltar, devenant un des tout premiers navires marchands rallié aux Forces navales françaises libres ;
- Empire Fighter pendant peu de temps en 1940 à la suite de sa saisie temporaire par les Anglais sous prétexte qu'il s'agit d'un navire italien avant qu'il ne soit restitué aux Forces navales françaises libres qui lui redonnent alors le nom de Capo-Olmo ; il est alors géré par l'armement anglais '"Moss Hutchinson"[1]. Le 8 novembre 1942, alors que, venant du Cap, il se rendait à Halifax, il est torpillé par le sous-marin allemand U 67 à proximité de Trinidad, mais parvient à rejoindre ce port ;
- Koufra à la suite de sa réparation à Baltimore et de son réarmement le 14 août 1944 par la compagnie française "Schiaffino", qui le revend à la compagnie "Worms" ;
- Madali est son nouveau nom en 1948 à la suite de sa revente à la "Compagnie des Cargos algériens" ;
- Léon Mazzella en juin 1951 lors de son rachat par l'armement français "Mazzella", basé en Algérie, qui l'exploite entre Rouen et l'Algérie ;
- Seferoglu à partir de 1954, année où il est revendu à un armateur turc, du nom de cette compagne maritime éponyme ; il conserve ce nom jusqu'à sa démolition à Izmir en 1976.

Ce bateau a porté 10 noms différents, a porté 6 pavillons distincts au cours de ses 53 années d'exploitation.